# Interdependenztheoretischer Ansatz
Der Interdependenztheoretische Ansatz beschreibt in seiner politikwissenschaftlichen Ausprägung die wechselseitige Abhängigkeit von Nationalstaaten gegenüber anderen Nationalstaaten, in seiner ökonomischen Ausprägung auch die wechselseitige Abhängigkeit verschiedener gesellschaftlicher Akteure innerhalb von Nationalstaaten. Diese Theorie, auch schlicht „Interdependenztheorie der IB“ genannt, gilt als Vorläufer der internationalen Regimetheorie. Beide zusammen sind inzwischen in den neoliberalen Institutionalismus eingegangen, der eine der wichtigsten Theorien der internationalen Beziehungen darstellt.

## Verschiedene Analytische Ansätze
Der Ansatz des Interessenkonnex (Verknüpfung der Interessen) nach Edward L. Morse besagt, dass eine Positionsänderung des einen Staates die Positionsänderung des anderen Staates zur Folge hat, die Problematik jedoch die gleiche bleibt.
Die ökonomische Definition nach Richard N. Cooper besagt, dass man von Interdependenz sprechen kann, wenn ein nationaler Akteur gegenüber externen ökonomischen Einflüssen hohe Sensibilität aufweist, unabhängig davon, ob diese von Entscheidungsträgern wahrgenommen werden.
Bei der Kosten-Nutzen-Definition Kenneth Waltz’ spricht man von Interdependenz, wenn eine positive Beziehung zwischen Akteuren vorherrscht, deren Abbruch beiderseitige signifikante Kosten verursacht.
Karl W. Deutschs kommunikationstheoretisch fundierte Definition geht davon aus, dass ein wechselseitiger Zusammenhang zwischen Systemen besteht, der auf einem breiten Stamm von Transaktionen beruht.
Robert O. Keohane und Joseph Nye entwickelten in ihrem 1977 vorgelegtem Buch „Power and Interdependence: World Politics in Transition“ einen Interdependenzansatz, der trotz theoretischer Defizite innerhalb der politikwissenschaftlichen Teildisziplin viel beachtet wurde.

## Der interdependenztheoretische Ansatz von Robert O. Keohane und Joseph Nye in den Internationalen Beziehungen
Die Interdependenztheorie nach Robert O. Keohane und Joseph Nye bezeichnet die Interdependenz in der Analyse der Internationalen Beziehungen, die Verschränkung politischer, wissenschaftlicher, sozialer und kultureller Prozesse und ein Verhältnis zwischen sozialen Akteuren, bei dem die Möglichkeit besteht, dass durch Handlungen eines Akteurs für den jeweils anderen Akteur unerwünschte Auswirkungen entstehen.
Interdependenztheoretische Ansätze relativieren in der Analyse der Internationalen Beziehungen sowohl die Rolle der Staaten als Träger internationaler Politik zugunsten nichtstaatlicher Akteure (u. a. Interessengruppen, Konzerne, Organisationen, u. v. a. m.), als auch hierarchische Gefälle im internationalen System. Überkommene Trennlinien zwischen Innen- und Außenpolitik werden ebenso aufgehoben, wie qualitative Unterschiede zwischen „high politics“ (Diplomatie, Sicherheitspolitik) und „low politics“ (Wirtschafts-, Währungs-, Kulturpolitik). Zentrale Probleme sind somit die zunehmende Komplexität und Vernetzung Internationaler Beziehungen und die damit verbundene Beschränkung der Handlungsfähigkeit nationalstaatlicher Regierungen.
Interdependenztheoretische Ansätze grenzen sich vor allem ab, gegen
- die nach 1945 dominierenden Konzepte der realistischen Schule mit ihrer Betonung der Nationalstaaten als Akteure im weltpolitischen Nullsummenspiel um Einfluss und Macht.
- gegen dependenztheoretische Ansätze, welche die strukturelle Abhängigkeit der Peripherie-Staaten der Dritten Welt von den Staaten des industriellen Zentrums betonen.

Im Gegensatz zur normativ-ontologischen Orientierung der realistischen Schule und den vielfach historisch-dialektisch bestimmten Ansätzen sind interdependenztheoretische Ansätze meist empirisch-analytisch ausgerichtet, gehen komparatistisch vor und konzentrieren sich auf quantitative Analysen. Die Verschränkungen innenpolitischer, intergouvernementaler und transnationaler Prozesse und Strukturen werden aufgrund von Fallstudien untersucht. Hauptanwendungsbereich wegweisender Interdependenz-Studien sind die internationalen Wirtschaftsbeziehungen. Folglich orientiert sich auch das methodische Vorgehen an ökonomischen Theorien.
Nach Keohane/Nye liegt Interdependenz dort vor, „wo Interaktionen wechselseitige Kostenwirkungen verursachen“. Die Autoren unterscheiden zwischen Interdependenz-Empfindlichkeit als Gradmesser, „wie rasch Veränderungen in einem Land kostspielige Effekte in einem anderen hervorrufen“ und Interdependenz-Verwundbarkeit als eine Situation „in der ein Akteur durch äußere Ereignisse selbst Kosten tragen muss, wenn er seine Politik modifiziert hat“. Interdependenz wird als intervenierende Variable betrachtet, die das Verhältnis zwischen Machtressourcen als unabhängigen Variablen und den Ergebnissen des politischen Prozesses als abhängigen, zu erklärenden Variablen relativiert. Als abhängige Variablen behandeln Keohane und Nye unter anderem die Ziele von Akteuren, die Instrumente der staatlichen Politik, die Verkupplung von Problemfeldern und die Rolle internationaler Organisationen.
Trotz berechtigter Kritik liegt die Leistung interdependenztheoretischer Ansätze darin, dass spezifische Abhängigkeitsstrukturen zwischen Systemen, Akteuren und Politikfeldern empirisch gehaltvoll analysiert werden und ein gedankliches Schema geboten wird, das der Komplexität Internationaler Beziehungen gerecht wird.
Nach dem Ende des Ost-West Konflikts scheinen interdependenztheoretische Ansätze ein Comeback zu erleben und könnten sich zum Erklärungsinstrument einer neuen Weltordnung entwickeln.
Einen ersten Schritt dazu machte Keohane, indem er zusammen mit King und Verba die Grundsätze von Forschungsdesign und methodischem Vorgehen klarer konzipierte in dem viel beachteten Werk: „Designing social inquiry“, 1994. Eine Weiterentwicklung der Interdependenztheorie, als Reaktion auf die kritische Debatte mit den Neorealisten führte zur Regimetheorie, die ebenfalls von Keohane mit seinem Werk „After Hegemony“ begründet wurde.

### Aufgabenbereiche
Die Interdependenztheorie analysiert verschiedene Bereiche der internationalen Politik:
- die Anzahl von internationalen Akteuren und die Folgen
- Globalisierung
- Veränderungen im Mächtegleichgewicht
- Zunahme von Politikverflechtung

### Ziel des Interdependenzansatzes
In erster Linie geht es ihm um die Suche nach Möglichkeiten und Bedingungen internationaler Kooperation zur Optimierung paralleler Interessen. Dabei geht es nicht nur um den Ausgleich von Macht- und Sicherheitsinteressen, sondern insbesondere um internationale Wohlfahrt.
„Sensitivity-Interdependenz“ (Sensibilität) besagt, dass Staaten zunehmend empfindlicher für Ereignisse in anderen Staaten oder internationalen Organisationen werden. Sie verweist auf die Dichte der wechselseitigen Einflüsse zwischen Staaten.
„Vulnerability-Interdependenz“ (Verwundbarkeit) besagt, dass Staaten verletzbar werden, wenn sich, obwohl entsprechende Anpassungen oder Veränderungen vollzogen wurden (z. B. Änderung der Politik), die „Kosten“ der Interdependenz als zu hoch erweisen. Hier wird auf den Aspekt der Symmetrie oder Asymmetrie in den Beziehungen hingewiesen.

### Probleme von Interdependenz
- Die Probleme anderer Staaten werden importiert.
- Die Anzahl der Akteure wird immer unüberschaubarer.
- Interdependenz kann asymmetrisch sein.
- Kurze Amtsperioden der Regierungen verhindern groß angelegte Handlungsstrategien.